# آگاثلا
آگاثلا (به انگلیسی: Augathella) یک شهرک در استرالیا است که در کوئینزلند واقع شده‌است.